# Attilio Caja
Attilio Caja (Pavia, 20 maggio 1961) è un allenatore di pallacanestro e dirigente sportivo italiano.
Viene soprannominato Artiglio, per via dell'assonanza con il suo nome e per il suo modo di allenare molto esigente nei confronti dei propri giocatori.

## Carriera

### Club

Caja durante i primi anni di carriera

Prima di cominciare l'attività di allenatore a tempo pieno, Caja lavorò per il comune di Pavia come rilevatore tributario, una sorta di detective con l'incarico di accertare le tasse di alcune categorie.
Nel 1988 diventò assistente di Arnaldo Taurisano sulla panchina della Pallacanestro Pavia, squadra della sua città. Ricoprì questo ruolo anche sotto la guida di coach Tonino Zorzi, poi a partire dalla stagione 1992-1993 (l'ultima della stella Oscar Schmidt a Pavia nonché nel campionato italiano) venne promosso a capo allenatore per quello che fu il suo primo biennio alla guida di una formazione di Serie A2.
Nell'estate 1994, all'età di 33 anni, approdò per la prima volta su una panchina di Serie A1, quella della Virtus Roma. Il club capitolino, che era reduce da una retrocessione in A2 scongiurata dall'acquisto del titolo sportivo dell'Aurora Desio, concluse la prima stagione della gestione Caja con un ottavo posto e l'approdo ai quarti di finale play-off. La sua prima parentesi personale nella capitale durò circa quattro stagioni e mezzo, durante le quali i giallorossi ebbero piazzamenti compresi tra il sesto e l'ottavo posto, ed in tutti i casi chiusero sempre la stagione ai quarti di finale play-off. Durante questo periodo, nel 1996, Caja venne inoltre eletto migliore allenatore della Serie A1 di quell'anno. Venne esonerato nel gennaio 1999 all'indomani dell'eliminazione in Coppa Korać 1998-1999, nonostante la squadra in campionato fosse quinta a due punti dal quarto posto. Alcuni media ipotizzarono che la decisione venne influenzata dal rapporto compromesso con il patron Giorgio Corbelli, con cui Caja non parlava da tempo.
Un mese più tardi, nel febbraio 1999, il tecnico pavese firmò in Serie A2 con la Scavolini Pesaro per sostituire l'esonerato Giancarlo Sacco. Arrivato dunque a stagione in corso, Caja non riuscì a centrare la promozione sul campo per via dell'eliminazione subita dalla Pallacanestro Biella nelle semifinali play-off, tuttavia la città adriatica ritrovò ugualmente la massima serie grazie alla fusione con Gorizia. La Scavolini terminò la regular season del campionato di Serie A1 1999-2000 al quarto posto, ma agli ottavi di finale play-off arrivò l'eliminazione da parte dell'Olimpia Milano.

Caja nel 2001-02 alla Virtus Roma

Nel maggio 2000, nonostante un anno di contratto rimanente con Pesaro, venne ufficializzato il suo ritorno sulla panchina della Virtus Roma. In quel momento il patron della società era ancora Corbelli, che stava per cedere la società ma che nel frattempo si era però chiarito con Caja. La seconda parentesi capitolina del tecnico pavese iniziò con la vittoria della Supercoppa italiana 2000 attraverso un percorso culminato con la vittoria in finale ai danni della Virtus Bologna che qualche mese più tardi vinse il Grande Slam. In campionato l'AdR Roma si classificò quinta con 24 vittorie e 10 sconfitte, mentre ai play-off venne eliminata dalla Benetton Treviso. Nel campionato 2001-2002 arrivò invece un ottavo posto e un'eliminazione ai quarti di finale contro la Fortitudo Bologna.
Nell'agosto 2002 ottenne la risoluzione contrattuale con Roma e si ricongiunse con il patron Giorgio Corbelli, il quale nel frattempo era rientrato nel basket con l'acquisto dell'Olimpia Milano, e con il general manager Gino Natali, altro dirigente con cui Caja aveva già lavorato in precedenza a Roma. La squadra lombarda, che nel campionato precedente si era salvata all'ultima giornata, sotto la guida di Caja venne portata nel 2002-2003 ad un quinto posto e ad un'eliminazione agli ottavi di finale contro Varese. Durante la stagione seguente, invece, Caja venne esonerato nel febbraio 2004 con i biancorossi che in quel momento occupavano l'undicesimo posto in classifica.
Successivamente venne chiamato, a stagione già iniziata, a guidare il Basket Napoli a partire dal 1º novembre 2004. Meno di tre mesi dopo, tuttavia, venne sollevato dall'incarico, con il presidente Mario Maione che spiegò alla stampa che i metodi del tecnico pavese non erano condivisi dalla squadra.
Anche l'anno seguente cominciò ad allenare a campionato già iniziato, ingaggiato il 29 novembre 2005 dal Roseto Basket in sostituzione di Alberto Martelossi. Qui trovò una situazione per molti versi complicata, tanto che già in estate la società aveva rischiato di non iscriversi per via dei debiti: la formazione abruzzese, descritta come inferiore sulla carta rispetto al tasso tecnico delle altre compagini, seppe tuttavia compattarsi trovando all'ultima giornata una sofferta salvezza, che venne definita quasi impossibile dallo stesso Caja. Questo traguardo si rivelò tuttavia inutile, poiché la situazione debitoria non permise tuttavia l'iscrizione dei rosetani all'edizione successiva.
Nel luglio 2006 scese in Legadue per allenare gli Aironi Novara, il cui general manager era Toni Cappellari. Dopo un avvio da cinque sconfitte nelle prime sette giornate, Caja venne esonerato dal patron Renzo Cimberio, il quale, all'indomani della sconfitta di Pavia del 5 novembre, criticò pesantemente il suo ormai ex allenatore in un'intervista, accusandolo di distruggere la squadra e di mortificare i giocatori con i suoi metodi.
Il 23 ottobre 2007 venne nuovamente ingaggiato da Giorgio Corbelli (che allo stesso tempo mise in vendita la società) in qualità di nuovo allenatore dell'Olimpia Milano al posto di Zare Markovski. Al momento dell'arrivo di Caja, l'Armani Jeans era penultima con un bilancio di una vittoria e cinque sconfitte, ma successivamente riuscì a risollevarsi chiudendo la regular season al quinto posto. Superò anche i quarti di finale play-off, prima di essere eliminata nelle semifinali contro la corazzata Mens Sana Siena. Al termine del campionato si concretizzò il passaggio di proprietà da Corbelli a Giorgio Armani, con Caja che lasciò Milano.
Cominciò la stagione 2008-2009 come tecnico della Snaidero Udine, ma la sua parentesi friulana finì il 25 novembre 2008 quando la società, ultima in classifica con una vittoria e sei sconfitte, decise di esonerarlo in favore di Romeo Sacchetti.
Il 9 febbraio 2010 sostituì Stefano Cioppi alla guida tecnica della Vanoli Cremona, che in quel momento era invischiata nella lotta per non retrocedere. Caja raggiunse l'obiettivo salvezza, ma la società scelse di avvalersi dell'opzione di uscita prevista dal contratto.
In vista della stagione 2010-2011 Caja tornò ad allenare nel campionato di Legadue con la nuova chiamata da parte di Giorgio Corbelli, che nel frattempo aveva acquisito una parte delle quote societarie dei Crabs Rimini diventandone presidente. La squadra terminò la regular season con il terzo posto in classifica, per poi essere eliminata dal Veroli Basket con un 3-2 nella serie nei quarti di finale dei play-off. Schiacciata dai debiti e dai problemi societari che videro tra l'altro Corbelli dimettersi, la società andò in liquidazione e ripartì dal dilettantismo.
La tappa successiva della carriera di Caja ebbe luogo nuovamente alla Vanoli-Braga Cremona, club che il 7 novembre 2011 a stagione in corso richiamò l'allenatore pavese in sostituzione dello sloveno Tomo Mahorič. In quella data, i lombardi avevano vinto una partita in cinque giornate. A fine torneo, Cremona raggiunse la salvezza con un bilancio totale di dodici vittorie e diciotto sconfitte. Caja venne confermato anche per l'annata successiva: il 21 novembre 2012, tuttavia, la sua panchina viene affidata a Luigi Gresta (non senza critiche da parte dello stesso Caja) dopo un avvio da due vittorie nelle prime otto giornate.
Un anno dopo, nel novembre 2013, accettò il progetto e l'accordo pluriennale da parte dell'Affrico Firenze, formazione impegnata nel campionato di Divisione Nazionale A Silver, il terzo livello del campionato italiano. La compagine toscana non riuscì tuttavia ad evitare la retrocessione al termine di un campionato da 9 vittorie e 19 sconfitte, e non riuscì neppure ad iscriversi al nuovo campionato per motivi economici.
Durante i Mondiali di basket 2014, che si svolsero in Spagna, collaborò con la rete televisiva Sportitalia come commentatore tecnico.
Il 24 febbraio 2015 tornò a guidare una squadra di Serie A come nuovo allenatore della Pallacanestro Varese, a seguito delle dimissioni di Gianmarco Pozzecco. Caja arrivò con la squadra piazzata al terzultimo posto, e riuscì a condurre i biancorossi ad una comoda salvezza ed all'undicesimo posto finale.
Nell'estate 2015 diventò il nuovo direttore generale dell'Eurobasket Roma, incarico che lasciò ad ottobre quando andò a sostituire l'esonerato Guido Saibene alla guida della Virtus Roma, al primo anno in Serie A2 dopo l'auto-retrocessione dell'estate precedente. Nelle fasi finali di una stagione travagliata, Caja venne sospeso dal presidente Claudio Toti all'indomani della sconfitta di gara 3 contro Recanati, valida per i play-out per non retrocedere in Serie B.
Caja sedette nuovamente sulla panchina della Pallacanestro Varese in Serie A nel dicembre 2016, quando subentrò a Paolo Moretti nel tentativo di salvare la squadra che in quel momento si trova a 4 punti dall'ultimo posto nella classifica della Serie A. I positivi risultati conseguiti indussero la dirigenza a confermarlo anche per la stagione seguente. Qui, nonostante un girone di andata del campionato 2017-2018 chiuso all'ultimo posto, la sua squadra riuscì a invertire la tendenza con 12 vittorie sulle 15 partite del girone di ritorno, per un sesto posto finale che qualificò Varese per i play-off a cinque anni dall'ultima apparizione. Ciò gli valse anche il premio di migliore allenatore di quell'edizione della Serie A, riconoscimento da lui già vinto ventidue anni prima ai tempi di Roma. Nel campionato 2018-2019 Varese si qualificò per la Coppa Italia al termine del girone di andata salvo poi chiudere quello di ritorno al nono posto, mentre in FIBA Europe Cup raggiunse le final four dove venne eliminata dai tedeschi del Würzburg. La Serie A 2019-2020 venne invece definitivamente sospesa in anticipo a causa della pandemia di COVID-19, con i biancorossi che in quel momento erano decimi ma con due partite in meno. Il 5 settembre 2020, prima dell'inizio del campionato 2020-2021, Caja venne esonerato: la dirigenza varesina precisò che la scelta non fu legata ai risultati, bensì agli intensi ritmi e metodi di allenamento a cui la rosa doveva sottoporsi, ed ai rapporti deterioratisi con alcuni giocatori.
Nel marzo 2021 venne annunciato come nuovo tecnico della Pallacanestro Reggiana, firmando un contratto fino a giugno 2022 e subentrando al più giovane collega Antimo Martino, il quale pagò lo scotto di aver perso 10 partite su 11 partite tra il 26 dicembre e il 13 marzo. Caja fece il suo esordio sulla panchina reggiana il 19 marzo, perdendo sul campo della Fortitudo Bologna. A fine stagione il bilancio in campionato fu di 3 vittorie e 4 sconfitte, tanto bastò per ottenere la salvezza. Venne confermato anche per l'annata 2021-2022, chiusa con un settimo posto in regular season di campionato e con l'uscita ai quarti di finale play-off contro l'Olimpia Milano. Oltre a ciò, la squadra raggiunse la finale di FIBA Europe Cup persa contro i turchi del Bahçeşehir Koleji. Al termine di quella stagione, il club e il tecnico si separarono.
Il 9 novembre 2022, a campionato in corso, Caja subentrò sulla panchina dello Scafati Basket al posto di Alessandro Rossi, che fino a quel momento aveva raccolto una vittoria nelle prime sei giornate. Sotto la sua guida, i campani viaggiarono con un ruolino di 5 vittorie e 7 sconfitte che portò la squadra fuori dalla zona retrocessione, ma il 13 febbraio 2023, all'indomani della sconfitta casalinga con Trento (con un parziale finale degli ospiti di 16 a 0 che ribaltò la gara), il tecnico pavese decise di annunciare le dimissioni per motivi personali.
Per la stagione 2023-2024 scese in Serie A2 con l'ingaggio da parte della Fortitudo Bologna.
A giugno 2024, alla fine della stagione viene licenziato per giusta causa e inizia un arbitrato economico. Il 19 novembre 2024, dopo l'esonero del coach Devis Cagnardi viene richiamato sulla panchina biancoblù per la stagione di Serie A2.

### Nazionale
L'esperienza degli anni romani lo portò a guidare la nazionale italiana sperimentale nel 1997, con la quale vince la medaglia di argento ai Giochi del Mediterraneo di quell'anno. Tra il mese di giugno e quello di luglio del 2014, allenò nuovamente la nazionale sperimentale in tre tornei che si svolsero in Cina.

## Palmarès

### Club
- Supercoppa italiana: 1

Roma: 2000

### Nazionale
- Giochi del Mediterraneo:

 Argento a Bari 1997

### Individuale
- Miglior allenatore della Serie A: 2

Roma: 1996
Varese: 2018